# 阿里亞娜博物館

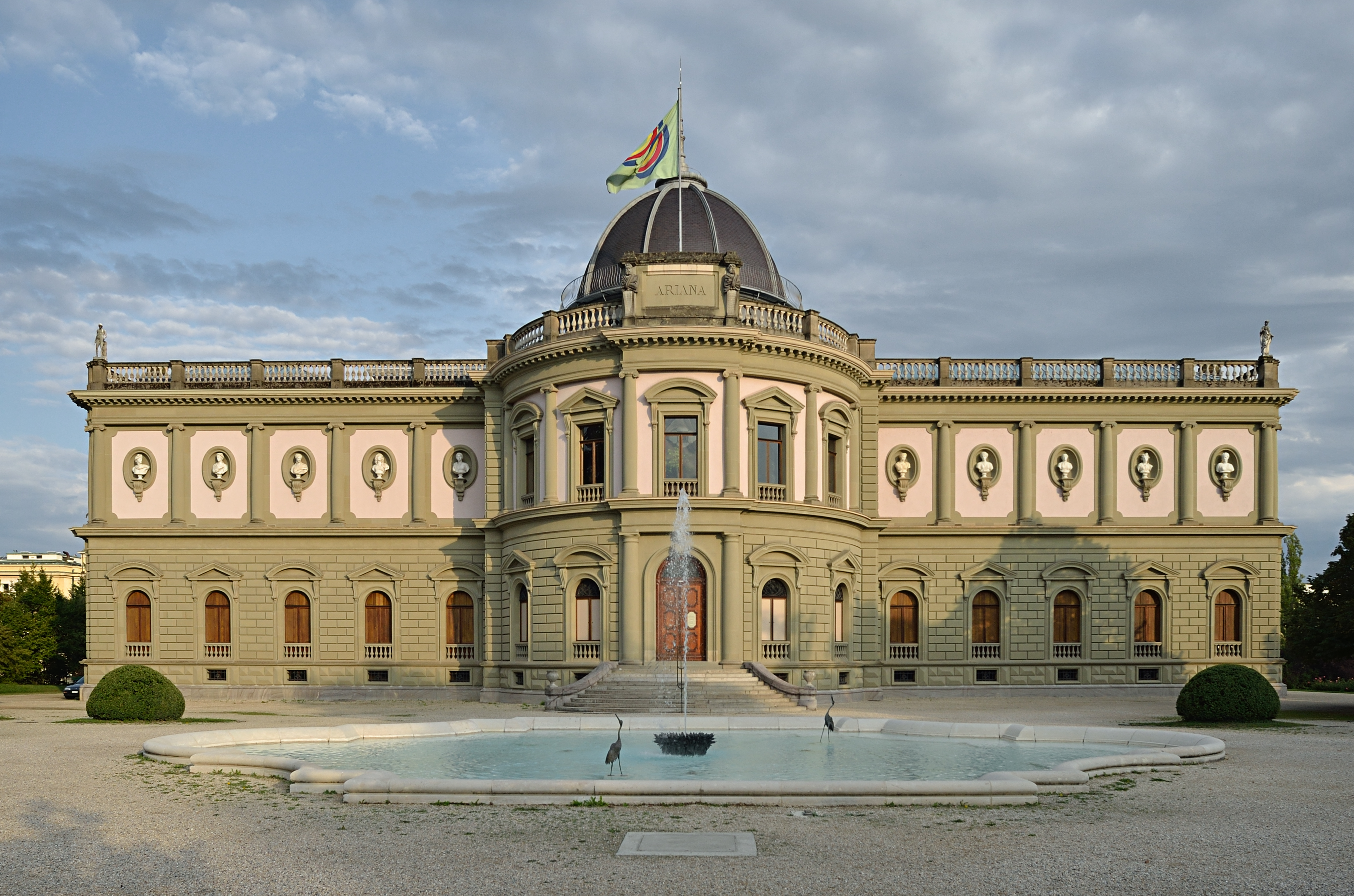

阿里亞娜博物館（Musée Ariana）是位於瑞士日內瓦的一座博物館。阿里亞娜博物館主要收藏瓷器和玻璃工藝品，擁有過去1200年之內生產的超過20,000件藏品,。

## 外部連結
- Home page （页面存档备份，存于） (partly available in English)

46°13′31″N 6°08′20″E / 46.2254°N 6.1389°E